# ガスパン州

ガスパン州

ガスパン州（ガスパンしゅう、英語：State of Ngatpang、瓦斯帆）は、パラオ共和国の州の1つである。

## 概要
バベルダオブ島西側に位置し、アルモノグイ州、アイメリーク州、アイライ州、エサール州に隣接する。
江戸時代、パラオに漂着した日本人漂流者が一時滞在していたことでも知られている。
人口は282人(2015年)で、州都はOikuulである。パラオ16州の中で面積が5番目に大きい州である。
なお、ガスパンの滝が存在することでも知られている。

## 註
1. ↑  “2015 Census of Population, Housing and Agriculture Tables” (PDF) (英語).   Office of plannning and statistics, Ministry of Finance, Republic of Palau. p. 10. 2020年12月29日閲覧。